# AB Karl Ekesiöö
Ekesiöö var en bygghandel i Bromma, Stockholm. 
Företaget AB Karl Ekesiöö grundades år 1922 på adressen Humlegårdsgatan 5 av Karl Ekesiöö och var under sina tidiga år mestadels inriktad som brädgård. 1948 flyttade större delen av lagerhållningen och huvudkontoret till den 20 000 m² stora tomten på Karlsbodavägen i Bromma där verksamheten bedrevs fram till 2018.
I maj 2018 öppnade Ekesiöö sin nya bygghandel på Bällstavägen i Bromma. I samband med det förvärvade man också Bengtås Bygghandel i Gnesta. 
Ekesiöö såldes 2019 till Beijer Byggmaterial. I december 2019 bytte byggvaruhusen namn till Beijer Byggmaterial.